# ناحیه باب وادی
ناحیه باب وادی (به عربی: دائرة باب‌الوادی) یک ناحیه در الجزایر است که در استان الجزیره واقع شده‌است. ناحیه باب وادی ۲۳۲٬۵۵۷ نفر جمعیت دارد.